# Березовська волость (Богучарський повіт)
Березовська волость — історична адміністративно-територіальна одиниця Богучарського повіту Воронізької губернії з центром у слободі Березовка.
Станом на 1880 рік складалася 11 поселень, 11 сільських громад. Населення — 7069 осіб (3567 чоловічої статі та 3502 — жіночої), 985 дворових господарств.
|                     | Площа, десятин | У тому числі орної, дес. |
| ------------------- | -------------- | ------------------------ |
| Сільських громад    | 9561           | 8995                     |
| Приватної власності | 16586          | 5305                     |
| Іншої власності     | 159            | 159                      |
| Загалом             | 26306          | 14459                    |

Поселення волості на 1880 рік:
- Березовка — колишня державна слобода при річках Федоровка й Вшива за 295 верст від повітового міста, 1886 осіб, 295 дворів, православна церква, школа, лавка, 28 вітряних млини, 4 ярмарки на рік.
- Банне — колишнє державна село, 781 особа, 90 дворів, лавка, 28 вітряних млини.
- Вєрхнє-Толучєєвський — колишній державний хутір, 614 осіб, 88 дворів.
- Мужиче — колишня державна слобода, 1731 особа, 250 дворів, православна церква, 2 лавки, 30 вітряних млинів, щорічний ярмарок.

За даними 1900 року у волості налічувалось 39 поселень із переважно українським населенням, 10 сільських товариств, 54 будівлі та установи, 1056 дворових господарств, населення становило 7248 осіб (3626 чоловічої статі та 3622 — жіночої).
1915 року волосним урядником був Григорій Григорович Шапошніков, старшиною — Ульян Якович Сорокін, волосним писарем — Володимир Гаврилович Караллян.